# Arturo Bresciani
Arturo Bresciani (Verona, 25 juni 1899 - 17 juni 1948) was een Italiaans wielrenner.

## Carrière
Bresciani nam in 1924 deel aan de Olympische Spelen waar hij 5de werd in de ploegentijdrit en 12e in de wegrit. Hij nam dat jaar ook deel aan het WK voor amateurs waar hij zevende werd. In 1925 nam hij deel aan de Ronde van Frankrijk waar hij zijn beste resultaat kende in rit 6 waar hij vierde werd. In het algemeen klassement werd hij 28e. In 1926 nam hij deel aan Milaan-San Remo waar hij bij zijn debuut meteen een vijfde plaats behaalde, datzelfde jaar werd hij tweemaal derde in een rit in de Ronde van Italië en werd ook derde in het eindklassement.
In 1927 nam hij opnieuw deel aan Milaan-San Remo waar hij een plaats beter deed dan het jaar ervoor. Hij wint in 1927 ook zijn eerste profwedstrijd door de 11de etappe van de Ronde van Italië te winnen, hij zou deze Giro nog zesmaal op het podium staan waarvan vier keer als tweede en twee keer als derde in verschillende etappes. In 1928 kende hij met een derde plaats in de 10de etappe van de Giro zijn beste resultaat van het seizoen. In 1929 haalde hij in twee etappes van de Ronde van Catalonië een podium plaats en werd derde in het eindklassement. 
In 1931 werd hij derde in de Zesdaagse van Brussel. In 1932 won hij samen met Raffaele Di Paco de 24 heurs de Béziers. 

## Belangrijkste overwinningen
1927
- 11e etappe Ronde van Italië

1932
- 24 heurs de Béziers

## Resultaten in voornaamste wedstrijden
| Jaar | Ronde van Italië | Ronde van Frankrijk | Ronde van Spanje |
| ---- | ---------------- | ------------------- | ---------------- |
| 1925 |                  | 28e                 |                  |
| 1926 | ↑                |                     |                  |
| 1927 | 6e (1)           |                     |                  |
| 1928 | 27e              |                     |                  |
| 1929 |                  |                     |                  |
| 1932 |                  |                     |                  |

| Jaar | Milaan-San Remo | Ronde van Lombardije |
| ---- | --------------- | -------------------- |
| 1925 |                 | 12e                  |
| 1926 | 5e              |                      |
| 1927 | 4e              | 25e                  |
| 1928 |                 |                      |
| 1929 |                 | 19e                  |
| 1932 |                 |                      |